# Bernardo de Claraval
Bernardo de Fontaine, O.Cist. (Fontaine-lès-Dijon, 1090-Abadía de Claraval, 20 de agosto de 1153), conocido como Bernardo de Claraval (en francés: Bernard de Clairvaux), fue un monje cisterciense francés, abad de la abadía de Claraval.
Con él, la Orden del Císter se expandió por toda Europa y ocupó el primer plano de la influencia religiosa. Participó en los principales conflictos doctrinales de su época y se implicó en los asuntos importantes de la Iglesia. En el cisma de Anacleto II se movilizó para defender al que fue declarado verdadero papa, se opuso al racionalista Abelardo y fue el apasionado predicador de la segunda Cruzada.

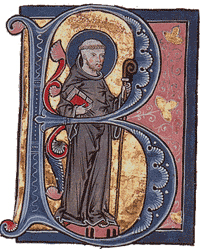
Bernardo de Claraval, inicial B en un manuscrito de la Leyenda dorada (Keble MS 49, fol 162r)

Es una personalidad esencial en la historia de la Iglesia católica y la más notable de su siglo. Ejerció una gran influencia en la vida política y religiosa de Europa.
Sus contribuciones han perfilado la religiosidad cristiana, el canto gregoriano, la vida monástica y la expansión de la arquitectura gótica.
La Iglesia católica lo canonizó en 1174 y lo declaró doctor de la Iglesia en 1830.

## Biografía

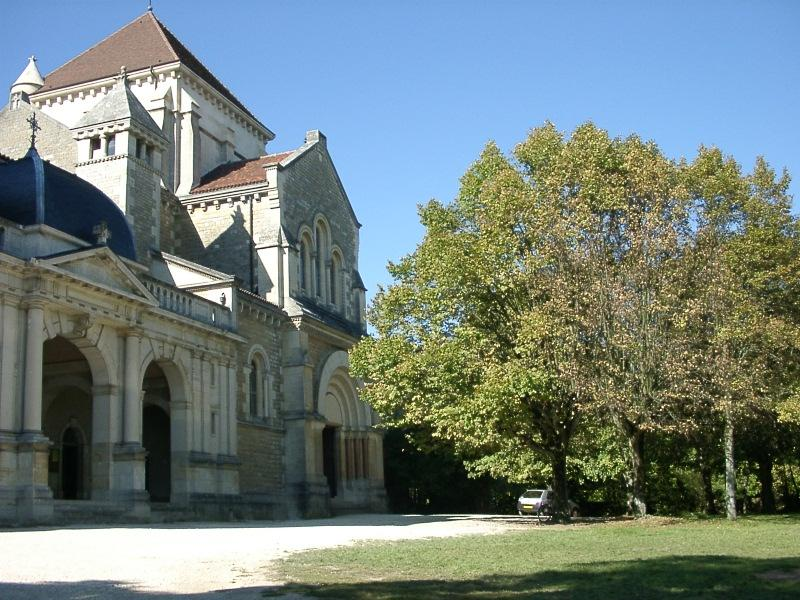
Casa natal de Bernardo
en Fontaine-lès-Dijon.

Nació en el castillo de Fontaine-lès-Dijon, en Borgoña, Francia, en el año 1090 con el nombre de pila de Bernard de Fontaine. Fue el tercero de siete hermanos. Su padre era caballero del duque de Borgoña y lo educó en la escuela clerical de Châtillon-sur-Seine. Después de la muerte de su madre, entró en la Orden del Císter.
Esta orden había sido fundada pocos años antes por Roberto de Molesmes bajo la regla de san Benito. Solo tenía un monasterio, y por la dureza de la vida que llevaban, tenía pocos miembros. Tal monasterio se encontraba cercano a su casa paterna. Odón, duque de Borgoña, su benefactor, contribuyó con la construcción de este primer monasterio; igualmente, le donó tierras y ganados.
Cuando a los 23 años, en el año 1113, ingresó como novicio en la Orden del Císter, le acompañaban cuatro hermanos, un tío y algunos amigos (hasta 30 personas, según otras fuentes). Previamente los había probado durante seis meses, asegurándose de su lealtad y formando un grupo muy unido. El convencer a tantos fue una labor ardua, especialmente a su hermano Guido, que estaba casado y tenía dos hijas, y que finalmente dejó a su familia y entró en la orden. Posteriormente entrarían en la orden su padre y su hermano menor.
El año 1115, Stephen Harding, el abad de Císter, ante el doble problema de la masiva presencia del clan de los Fontaine y el repentino hacinamiento que habían provocado en su monasterio, decidió enviar a Bernardo a fundar el monasterio de Claraval, una de las primeras fundaciones cistercienses. Fue designado abad del nuevo monasterio, puesto que desempeñó hasta el final de su vida. Fue el obispo de Chalons-sur-Marne, el filósofo Guillermo de Champeaux, quien le ordenó sacerdote y le bendijo como abad.
El inicio de Claraval fue muy duro. El régimen impuesto por Bernardo era muy austero y afectó su salud. Guillermo de Champeaux debió intervenir, delegado por el capítulo general del Císter, para vigilar la salud de Bernardo, suavizando la falta de alimentación y la mortificación implacable que se imponía a sí mismo. Este se vio obligado a dejar la comunidad y a trasladarse a una cabaña que le servía de enfermería y donde era atendido por unos curanderos.
A lo largo de su vida fundó 68 monasterios distribuidos por toda Europa. Los inicios fueron lentos. En los 10 primeros años solo se establecieron tres nuevas fundaciones: Tre Fontane (1118), la Fontenay (1119) y Foigny (1121). A partir de 1130 se extendieron las primeras abadías por Alemania, Inglaterra y España (Moreruela, 1132).

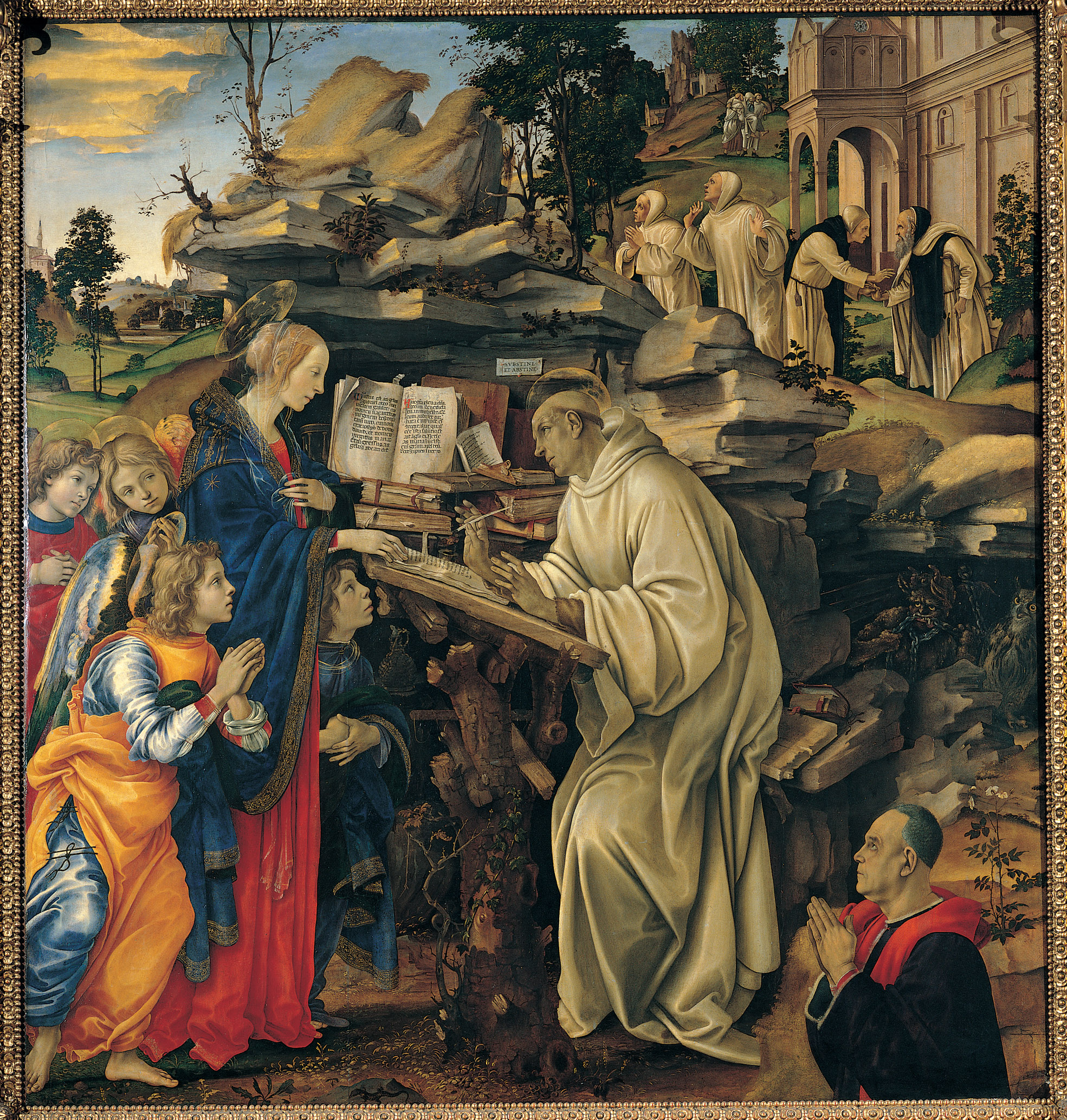
Filippino Lippi, Aparición de la Virgen a san Bernardo, 1486, Badia Fiorentina, Florencia.

Espiritualmente fue un místico y se le considera uno de los fundadores de la mística medieval. Tuvo una gran influencia en el desarrollo de la devoción a la Virgen María.[cita requerida]
Bernardo fue un inspirador y organizador de las órdenes militares, creadas para acoger y defender a los peregrinos que se dirigían a Tierra Santa y para combatir el Islam. Así, tuvo gran influencia en la creación y expansión de la Orden del Temple, redactó sus estatutos e hizo reconocerla en el Concilio de Troyes, en 1128.
En 1130, el cisma del antipapa Anacleto lo apartó de la vida monástica en clausura y comenzó una intensa actividad pública en defensa de Inocencio II. Estuvo movilizado de 1130 a 1137 e hizo del abad uno de los políticos más influyentes de su tiempo.
Participó en las principales controversias religiosas de su época. Sostenía que el conocimiento de las ciencias profanas es de escaso valor, comparado con el de las ciencias sagradas. Sus sentimientos frente a los dialécticos se revelaron en los enfrentamientos que mantuvo con Gilberto de la Porré y Pedro Abelardo.[cita requerida]
La predicación en la Iglesia medieval era esencial y Bernardo fue uno de sus grandes practicantes. Reclamado constantemente por el clero local, realizó numerosos viajes por el sur de Francia, Renania y otras regiones. También predicó las excelencias espirituales de la vida monástica y convenció a muchos para que ingresasen en la orden cisterciense. Se le conocía como "Doctor melifluo" (boca de miel), por su suavidad y dulzura.
Se desplazaba habitualmente a pie, acompañado de un monje, que hacía de secretario y escribía a su dictado durante los desplazamientos.
Bernardo predicó en el Languedoc en 1145 a los cátaros o albigenses, y fue elogiado, pero en Verfeil, cerca de Toulouse, se le abucheó. Años después de la muerte de Bernardo, en 1209, los cátaros fueron declarados herejes, y varios cistercienses se pusieron al frente de la cruzada que reprimió este movimiento.
En 1145, Eugenio III fue nombrado papa. Es el primer papa cisterciense y discípulo de Bernardo. Había coincidido con él en uno de sus viajes y le siguió desde Italia hasta Claraval. Allí pasó 10 años de vida monástica. En 1140, Bernardo lo había enviado de vuelta a Italia como abad de Tre Fontane, la 34.ª fundación de Claraval.
Su mayor y más trágica empresa fue la Segunda Cruzada, cuya predicación fue por completo obra suya. Allí apareció con toda su fuerza y con toda su debilidad su ideal religioso. Su fracaso afectó negativamente a su influencia y a su figura carismática, excepcional hasta entonces tanto con el poder religioso como con el político.
En 1153, enfermó del estómago -no retenía la comida y las piernas se le hinchaban-, quedó muy débil y murió.
Fue canonizado el 18 de enero de 1174 por el papa Alejandro III, y fue declarado Doctor de la Iglesia por Pío VIII en 1830. Su fiesta litúrgica se celebra el 20 de agosto en el aniversario de su muerte, siendo el santo patrón de Gibraltar, de Algeciras, de los trabajadores agrícolas y del Queen’s College de Cambridge. Sus atributos iconográficos son la pluma, el libro, el perro, el dragón, la colmena y la figura de la Virgen María.

## Principales intervenciones públicas

### Organización de la Orden del Temple
En el año 1099, los cruzados recuperaron Jerusalén y los lugares santos de Palestina. Los peregrinos eran atacados y robados en los caminos. Algunos caballeros decidieron prolongar su voto y dedicar su vida a la defensa de los peregrinos. En 1127, Hugo de Payens solicitó al papa Honorio II el reconocimiento de su organización.
Recibieron el apoyo del abad Bernardo, sobrino de uno de los nueve Caballeros fundadores y a la postre quinto Gran Maestre de la Orden, André de Montbard. Así, se reunió un concilio en Troyes para regular su organización.
En el concilio, solicitaron a Bernardo que redactase su regla, que fue sometida a debate y fue aprobada con algunas modificaciones. La regla del Temple fue pues una regla cisterciense, pues contiene grandes analogías con la misma. No podía ser de otra forma, ya que el abad era su inspirador. Era típica de las sociedades medievales, con estructuras jerarquizadas, poderes totalitarios, regula la elección de los que mandan y estructura las asambleas para asistirlos y, en su caso, controlarlos. Después de esta primera redacción, hubo una segunda debida a Esteban de Chartres, Patriarca de Jerusalén, denominada «regla latina» y cuyo texto se ha mantenido hasta nuestros días.
Bernardo escribió en 1130, el Liber ad milites templi de laude novae militiae (en español: Libro de los caballeros templarios. Elogio de la nueva milicia templaria), que asoció a los lugares de la vida de Jesús con infinidad de citas bíblicas. Intentó equiparar la nueva milicia a una milicia divina:

Aspira esta milicia a exterminar a los hijos de la infidelidad...combatiendo a la vez en un doble frente: contra los hombres de carne y hueso y contra las fuerzas espirituales del mal.
Liber ad milites templi de laude novae militiae. 

### Intervención en el cisma del antipapa Anacleto en defensa de Inocencio II
Fallecido el papa Honorio II, se produjo una doble elección papal. La mayoría de los cardenales apoyaron al cardenal Pietro Pierleoni que adoptó el nombre de Anacleto II; mientras que una minoría de cardenales se decantó por Gregorio Papareschi (Inocencio II).
La aparición de dos papas provocó el cisma y enfrentó a media cristiandad que apoyaba a Anacleto II con la otra media, que defendía a Inocencio II. Este último contaba con el apoyo de Bernardo, que se recorrió Europa desde 1130 a 1137, explicando sus puntos de vista a monarcas, nobles y prelados.
Su intervención fue decisiva en el concilio de Estampes, convocado por rey francés Luis VI. Así mismo, la influencia de Bernardo favoreció la confirmación de Inocencio II, consiguiendo los apoyos de Enrique I de Inglaterra, el emperador alemán Lotario II, Guillermo X de Aquitania, los reyes de Aragón, de Castilla, Alfonso VII, y las repúblicas de Génova y Pisa. Finalmente, Anacleto fue rechazado como papa y fue excomulgado.

### Controversia con Abelardo
Abelardo, uno de los primeros escolásticos, se había iniciado en la dialéctica y mantenía que se debían buscar «los fundamentos de la fe con similitudes basadas en la razón humana». Así argumentaba:

Me dispuse a explicar los fundamentos de nuestra fe mediante similitudes basadas en la razón humana. Mis alumnos me pedían razones humanas y filosóficas y me reclamaban aquello que pudiesen entender y no aquello sobre lo que no pudiesen discernir. Decían que no servía de nada pronunciar muchas palabras, si no se hacía con inteligencia; que no se podía creer nada que previamente no se hubiese entendido; y que es ridículo que alguien predique nada que ni él ni sus alumnos no puedan abarcar con el intelecto.
Pedro Abelardo, Historia calamitatum

Estas nuevas ideas de Abelardo fueron rechazadas por los que pensaban de forma tradicional, entre ellos el abad. Así en 1139, Guillermo de Saint-Thierry encontró 19 proposiciones supuestamente heréticas de Abelardo y Bernardo de Claraval las remitió a Roma para que fuesen condenadas. En el sínodo de Sens le exigieron a Abelardo retractarse y al no hacerlo, el papa confirmó al sínodo de Sens y lo condenó por hereje a perpetuo silencio como docente.
Bernardo en carta a Inocencio II (Contra errores Petri Abaelardi), refutó los supuestos errores de Abelardo, pues consideraba que la fe solo debe ser aceptada:

Puesto que estaba dispuesto a emplear la razón para explicarlo todo, incluso aquellas cosas que están por encima de la razón, su presunción estaba contra la razón y contra la fe. Porque, ¿hay algo más hostil a la razón que tratar de trascender la razón por medio de la razón? y ¿qué hay más hostil a la fe que negarse a creer lo que no puede alcanzarse con la razón?
Contra quaedam capitula errorum Abaelardi

Para Bernardo, la verdad que hay tras la creencia en Dios es un hecho directamente infundido por la divinidad y por lo tanto incuestionable.
Contra la pretensión de los racionalistas de que la teología debía apoyarse en pruebas, afirmó en un argumento muy conocido:

La conocemos [la Verdad]. Pero ¿cómo pensamos que la comprendemos? La disquisición no la comprende, pero sí la santidad, si de algún modo es posible comprender lo incomprensible. Pero si no pudiese ser comprendida, el apóstol no habría dicho... «y fundados en la caridad, podáis comprender en unión de todos los santos». Los santos, por tanto, comprenden. ¿Queréis saber cómo? Si sois santos, comprenderéis y sabréis. Si no, sed santos y sabréis por experiencia.
Tractatus de laudibis Parisius

La opinión de Bernardo, acerca del mal empleo que hacía Abelardo de la razón, se ganó el apoyo de místicos e irracionalistas, que estuvieron de acuerdo con él.

### Predicación de la Segunda Cruzada

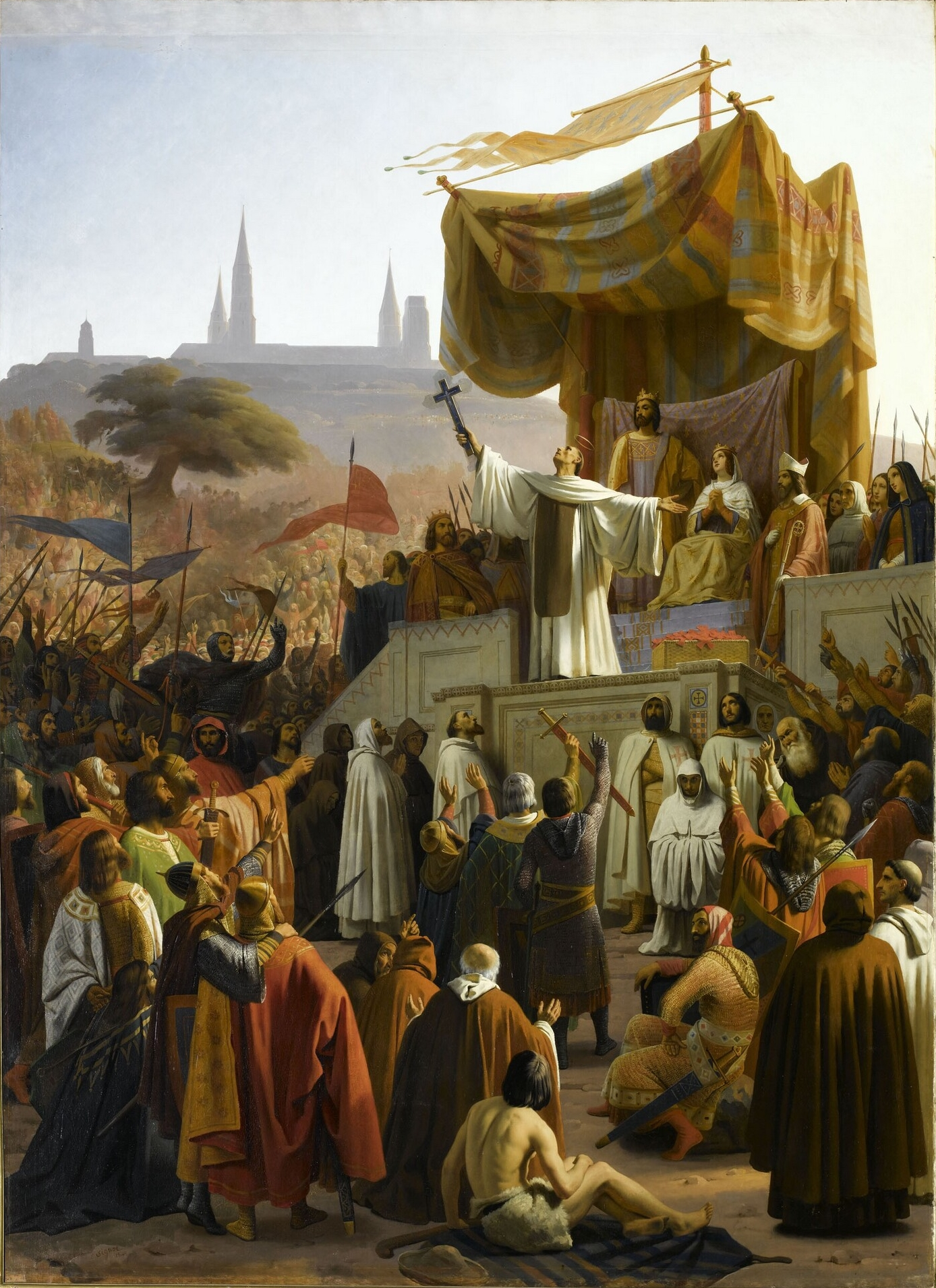
Émile Signol, Bernardo de Claraval predicando la Segunda Cruzada en Vézelay el 31 de marzo de 1146, Palacio de Versalles, 1840

En la Segunda Cruzada, asumió el papel político más importante de su vida, al convertirse en el predicador de la nueva guerra santa. El fracaso de la misma le supuso el declinar de su influencia política.
Cincuenta años antes, durante la Primera Cruzada se estableció en Palestina un reino feudal gobernado por nobles franceses. En 1144, los ejércitos del Islam tomaron la ciudad cristiana de Edesa. En 1145, Luis VII de Francia propuso la cruzada y pidió a Bernardo que la predicase. Este respondió que solo el papa le podía encargar esa predicación. El rey realizó la petición al papa. Fue entonces, cuando el papa Eugenio III, que había sido monje en Claraval y discípulo de Bernardo, pidió al Santo que predicase la cruzada y las indulgencias que de ella se derivaban.
El Bernardo que predicó la Cruzada mostró una personalidad diferente a lo que había sido hasta entonces. Él entendía la vida interior como unión del alma humana con Dios e identificaba la vida interior con la vida de toda la iglesia, de todo el «cuerpo místico», siendo su concepción de la cruzada básicamente mística. Consideraba que la Iglesia católica podía llamar a las armas a las naciones cristianas para salvaguardar el orden establecido por Dios. Parece que no tuvo necesidad de comprender el Islam. Según él, si Dios juzgaba necesario que los ejércitos defendieran su reino, si el mismo papa le ordenaba predicar la Cruzada, estaba claro para él que se trataba de una misión divina. Por tanto transmitió a los cristianos que se trataba de una guerra santa, pues así la concebía él.
En un escrito posterior al papa, así reflexionó sobre la cruzada: «Me lo ordenasteis y obedecí. La autoridad del que me mandaba hizo fecunda mi obediencia. Abrí mis labios, hablé y se multiplicaron los cruzados, de suerte que quedaron vacías las ciudades y castillos, y difícilmente se encontraría un hombre por cada siete mujeres».
La predicación realizada en Alemania, lo fue en contra de la voluntad del papa, y ganó para la causa al emperador Conrado III y a numerosos príncipes. Según Maschke, «Bernardo es mucho más fogoso como predicador que como hombre de Estado y como político de la Iglesia, electriza a los pueblos de Occidente, infundiéndoles la sola voluntad de acudir a la Cruzada».
Los cruzados fueron derrotados por el islam, lo que provocó un gran pesimismo en toda la cristiandad. San Bernardo, que había sido el principal animador y el que había encendido a los pueblos, fue llamado embaucador y falso profeta. El fracaso de la segunda Cruzada dañó profundamente la confianza en el pontificado y se habló abiertamente de que la fe cristiana había sufrido un duro revés.
Bernardo quedó muy afectado, sin embargo pensó que por lo menos había sido criticado él y no Dios. Así lo escribió en De Consideratione, dirigido al papa Eugenio III.

## Su Orden del Císter

### Abad del Císter
A los 23 años, en el año 1113, ingresó en la Orden del Císter. Dos años después, Esteban Harding, el abad de Císter, le envió a fundar una de las primeras fundaciones cistercienses, el monasterio de Claraval, del que fue designado abad, puesto que ocupó hasta el final de su vida.
La orden, entonces, estaba en formación. Esteban Harding era el tercer abad que tenía la orden, y en 1119 dotó al Císter de una regla propia, la Carta de caridad, en la que se establecían las normas comunitarias de total pobreza, de obediencia a los obispos y de dedicación al culto divino con dejación de las ciencias profanas.
Bernardo participó personalmente en la formación del espíritu cisterciense y fue el artífice de la gran difusión de la orden cisterciense, pasando del único monasterio cuando ingresó a 343 cuando murió, de los que 168 pertenecían a la filiación de Claraval y 68 fueron fundados por él mismo.
La enorme influencia que alcanzaron los cistercienses se debió a Bernardo que trascendió ampliamente a la orden. Ha sido la figura más destacada de la Orden y es venerado como fundador.
Císter fue una concepción de la vida monástica medieval totalmente distinta a Cluny. La regla cisterciense era, en la práctica, una crítica de la de Cluny. Esta crítica a los cluniacenses, la concretó Bernardo en 1124, en su escrito Apología a Guillermo:

La iglesia relumbra por todas partes, pero los pobres tienen hambre. Los muros de la iglesia están cubiertos de oro, pero los hijos de la iglesia siguen desnudos. Por Dios, ya que no os avergonzáis de tantas estupideces, lamentad al menos tantos gastos.
Apología a Guillermo 

A partir de la Apología a Guillermo, la regla cisterciense apareció como una reacción contra los excesos cluniacenses. Si durante el siglo XI los monjes cluniacenses habían asumido un gran protagonismo dentro de la iglesia, ocupando sus más altos cargos y ejerciendo su influencia sobre el poder civil, en el siglo XII ese papel les correspondió desempeñarlo a los cistercienses.

### Inspirador de la arquitectura cisterciense

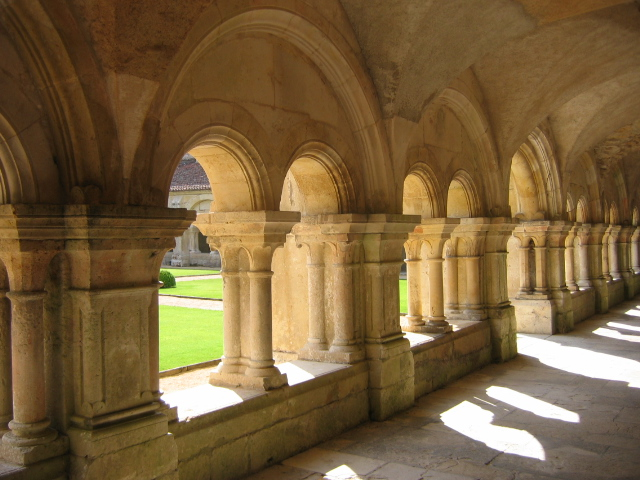
Claustro de la abadía de Fontenay

Su Apología a Guillermo estableció también los criterios teóricos que luego se emplearían en la construcción de todas las abadías cistercienses. En este escrito, Bernardo criticó duramente la escultura, la pintura, los adornos y las dimensiones excesivas de las Iglesias de los cluniacenses. Partiendo del espíritu cisterciense de pobreza y ascetismo riguroso, llegó a la conclusión de que sus monjes, que habían renunciado a las bondades del mundo, no precisaban de nada de esto para reflexionar en la ley de Dios. La crítica la desplegó sobre dos ejes. En primer lugar, la pobreza voluntaria: las esculturas y adornos eran un gasto inútil: despilfarran el pan de los pobres. En segundo lugar, rechazaba también las imágenes porque distraían la atención de los monjes, los apartaban de encontrar a Dios a través de la Escritura.
Cuando, en 1135, tenían unas 90 abadías y aumentaban a un ritmo de 10 nuevas por año, Bernardo debió pensar que la orden estaba consolidada y con un crecimiento desmedido siendo urgente un modelo de abadía que garantizase la uniformidad de la Orden. También debió reflexionar que la orden no podía seguir con las efímeras construcciones de madera y adobe, precisando monasterios en piedra que sirviesen a las generaciones futuras de monjes.
Ello lo concretó en la construcción en piedra de las dos primeras abadías, Claraval II (a partir de 1135) y Fontenay (comenzada en 1137), que se construyeron de forma simultánea. En las dos intervino de forma decisiva, ya que de Claraval era su abad y Fontenay era filial suya. Él fue el inspirador de ambas construcciones y de sus soluciones formales. Para él, la arquitectura cisterciense debía reflejar el ascetismo y la pobreza absoluta llevada hasta un desposeimiento total que practicaban a diario y que constituía el espíritu del Císter. Así terminó definiendo una estética de simplificación y desnudez que pretendía transmitir los ideales de la orden: silencio, contemplación, ascetismo y pobreza.
Estas primeras abadías se construyeron en estilo románico borgoñés, que había alcanzado toda su plenitud: (bóveda de cañón apuntada y bóveda de arista). Posteriormente, cuando en 1140, surgió el estilo gótico en la benedictina abadía de san Denis, los cistercienses aceptaron rápidamente algunos conceptos del nuevo estilo y empezaron a construir en los dos estilos, siendo frecuentes las abadías donde conviven dependencias románicas y góticas de la misma época. Con el paso del tiempo, el románico se abandonó.
Al prescindir de todo lo superfluo, el estilo cisterciense consiguió unos espacios desnudos, conceptuales y originales que lo hace plenamente identificable.

### Influencia en el papa cisterciense Eugenio III
Eugenio III era hijo espiritual de Bernardo. Como se ha explicado, antes de ser elegido papa, estuvo 10 años en Claraval siendo monje bajo la autoridad espiritual de su abad Bernardo. Después, durante otros 5 años, fue abad de un monasterio filial de Claraval, por lo tanto, seguía manteniendo esa relación de dependencia espiritual.
Ya siendo papa, mantenían frecuente correspondencia entre ellos, pidiéndole Eugenio, que le escribiera un tratado sobre las obligaciones de ser papa. El abad así lo hizo y escribió el tratado De Consideratione en 5 libros. El primero lo escribió en 1149, el segundo en 1150, el tercero después del desastre de la cruzada en 1152 y los dos últimos a continuación. Es su tratado más conocido y aunque lo escribió para el papa Eugenio, en la práctica, lo estaba haciendo también para todos los papas posteriores. De hecho, se conoce la importancia que muchos papas han dado a este texto.
Bernardo seguía sintiéndose su padre espiritual, así lo manifestó repetidamente en el prólogo de De Consideratione: «el amor que os profeso no os considera como Señor, os reconoce por hijo suyo entre las insignias y el esplendor de vuestra excelsa dignidad...Os amé cuando eras pobre, igual os he de amar hecho padre de los pobres y de los ricos. Porque bien os conozco, no por haber sido hecho padre de los pobres dejáis de ser pobre de espíritu».
En este escrito, insiste en la necesidad de la vida interior y de la oración para aquellos que tienen las mayores responsabilidades de la Iglesia. Escribió sobre el peligro de dejarse llevar por los asuntos de Estado y descuidar la oración y las realidades de lo alto.
Sobre los poderes del papa, le escribió defendiendo la supremacía del poder espiritual y el derecho de la Iglesia a emplear los ejércitos seglares Se basaba en las palabras que los apóstoles dijeron a Jesús cuando lo apresaron, recogidas en el Evangelio de san Lucas, que él interpretó para fundamentar de nuevo «la doctrina de las dos espadas», presente en el pensamiento cristiano desde los inicios de la Edad Media:

Si la espada material no perteneciese a la Iglesia, el Señor no habría replicado «Es bastante» a los apóstoles cuando le dijeron «Aquí hay dos espadas», sino «Es demasiado». Por tanto, de la Iglesia son la espada espiritual y la espada material, pero esta ha de ser manejada para la Iglesia, y aquella, por la Iglesia.
De consideratione

También le escribió que el poder del papa no es ilimitado:

Yerras si, como creo, piensas que tu poder apostólico es el único instituido por Dios (dice el apóstol:) «No hay poder que no proceda de Dios...Todos han de estar sometidos a las autoridades superiores». No dice «la autoridad superior», como si se refiriese a una, sino «las autoridades superiores», como si se refiriese a varias. Por tanto, tu poder no es el único que procede de Dios, también proceden de «Él», el poder de los medianos y de los pequeños.
De consideratione 

Estaba convencido de que todos los cargos de la Iglesia procedían directamente de Dios y así lo escribió al papa:

Reflexiona que la santa Iglesia romana no es la señora, sino la madre de las iglesias. Vos no sois el señor de los obispos, sino uno de ellos.
De consideratione 

## Su doctrina

### Misticismo

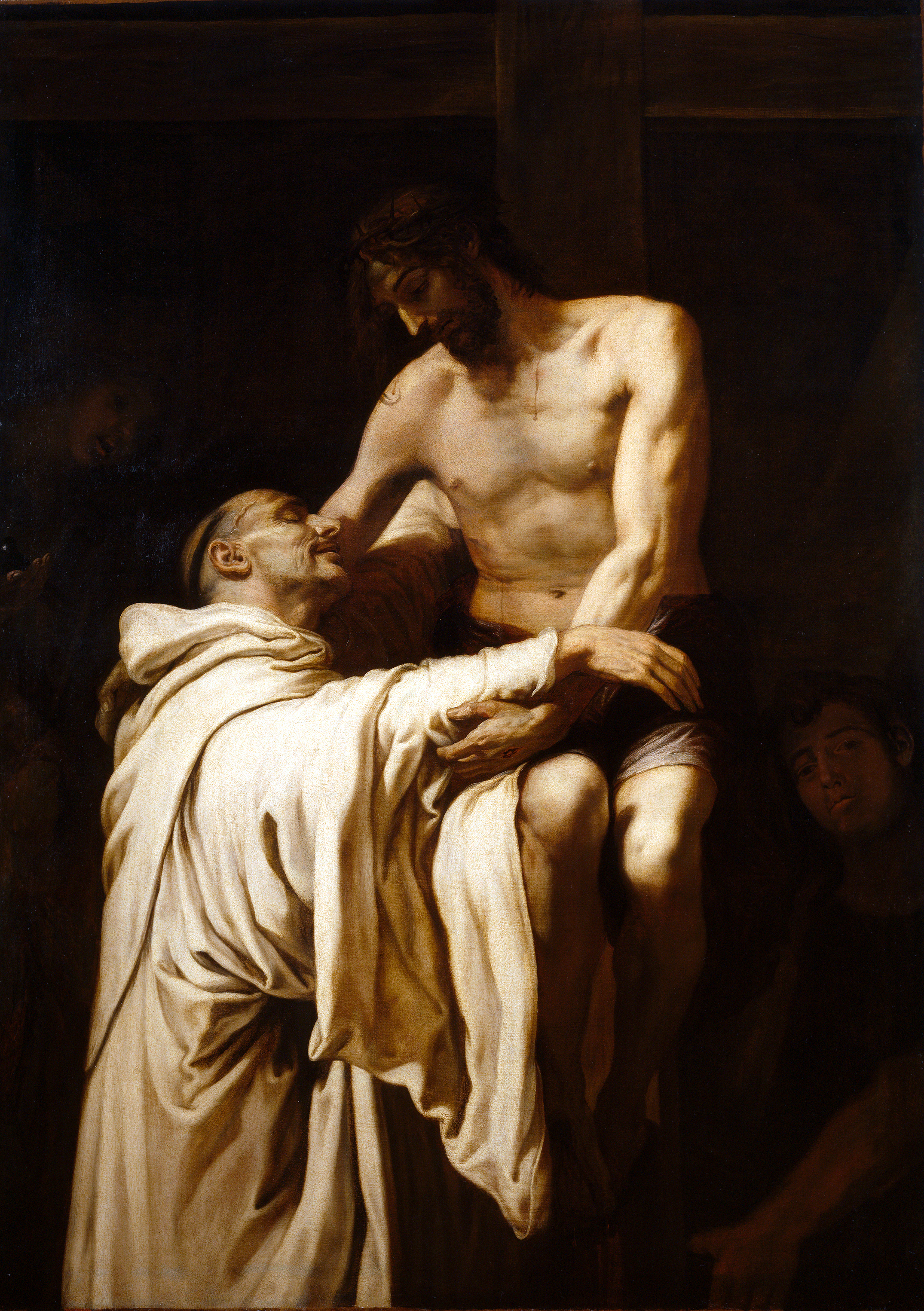
Francisco Ribalta, Cristo abrazado a san Bernardo, Museo del Prado. Obra capital del misticismo español y de una gran expresividad devocional.

Fue el primero que formuló los principios básicos de la mística, contribuyendo a configurarla como cuerpo espiritual de la Iglesia católica.
Su devoción a la humanidad del Redentor se trató de una innovación basada en el Cristo de los Padres y de san Pablo. Su forma de relacionarse con Cristo, llevó a nuevas formas de espiritualidad basadas en la imitación de Cristo.
Su teología mística tuvo como fin principal mostrar el camino de la unión espiritual con Dios. Su doctrina de búsqueda de unión a Dios se inspiró en el estudio de las escrituras y de los padres de la Iglesia, así como en su propia experiencia religiosa. El esquema de la mística bernardiana propone ascender desde lo más profundo del pecado original hasta lo más elevado del amor, la unión mística con Dios. En este ascenso enumeró 4 grados de amor, descritos en su tratado Del amor de Dios:

...En primer lugar, pues, se ama el hombre a sí por sí mismo, pues es carne, y no puede gustar nada fuera de sí...más, cuando ve que no puede subsistir por sí, comienza a buscar a Dios por la fe, y a amarle, como que le es tan necesario. Ama, pues, en el segundo grado a Dios, pero por sí, no por Él mismo. Ya después que comenzó, con ocasión de la propia necesidad, a reverenciarle y frecuentarle, meditando, orando, obedeciéndole, poco a poco en virtud de este género de familiaridad, se da a conocer Dios y consiguientemente se hace también más dulce, y así... pasa al grado tercero, para amar a Dios no ya por sí, sino por Él mismo... en este grado se está mucho tiempo...y desde entonces, juntándose a Él será con Él un espíritu...cuando se entra en estas grandezas espirituales y divinas habría de ser despejado de todas las enfermedades de la carne...
Del amor de Dios

Conocemos tres venidas del Señor… hay una venida intermedia… oculta, sólo la ven los elegidos, en sí mismos…pero, para que no pienses…que… la venida intermedia son invención nuestra, oye al mismo Señor: «El que me ama guardara mi palabra; mi Padre lo amará y vendremos a fijar en él nuestra morada»…gracias a esta venida, nosotros que somos imagen del hombre terreno, seremos también imagen del hombre celestial...
Sermón 5 en el Adviento

La influencia del pensamiento de Bernardo sobre misticismo y devoción mariana en las órdenes religiosas europeas fue muy importante. Obsérvese los cuadros de devoción de este artículo que corresponden a encargos de franciscanos, capuchinos y cartujos de Italia y España, alguno de ellos realizado casi quinientos años después de su muerte.

### Devoción mariana
En el occidente cristiano y a partir de finales del siglo XI, se desarrolló masivamente el culto popular a la Virgen María. Bernardo tuvo un papel importante en la propagación de ese culto mariano. Su teología sobre María fue rápidamente aceptada por los fieles y sus sermones se difundieron por toda la cristiandad. El más conocido, es Del acueducto:

...tan grande acueducto...sobrepasase los cielos y pudiese llegar a aquella vivísima fuente de las aguas que está sobre los cielos... ¿Cómo llegó este nuestro acueducto a aquella fuente tan sublime? [...] Según está escrito: la oración del justo penetra en los cielos...¿Quién será justo, si no lo es María, de quien nació para nosotros el sol de justicia? [...] Sea lo que fuere aquello que dispones ofrecer, acuérdate de encomendarlo a María, para que vuelva la gracia, por el mismo cauce por donde corrió, al dador de la gracia...aquello que deseas ofrecer, procura depositarlo en aquellas manos de María... a fin de que sea ofrecido al Señor, sin sufrir de Él repulsa...
Del acueducto 

La figura de María no se entendía como hoy. Así el abad mostró sus dudas sobre la Inmaculada Concepción: ...con toda certeza, sólo la gracia hizo limpia a María del contagio original... La fiesta de la Inmaculada Concepción es una fiesta que desconocen los ritos de la Iglesia, ni recomienda la tradición antigua. No se puede afirmar que patrocinara la Asunción de María (en esto coincidía con la corriente antiasuncionista que entonces predominaba).

### Las fuentes de su doctrina

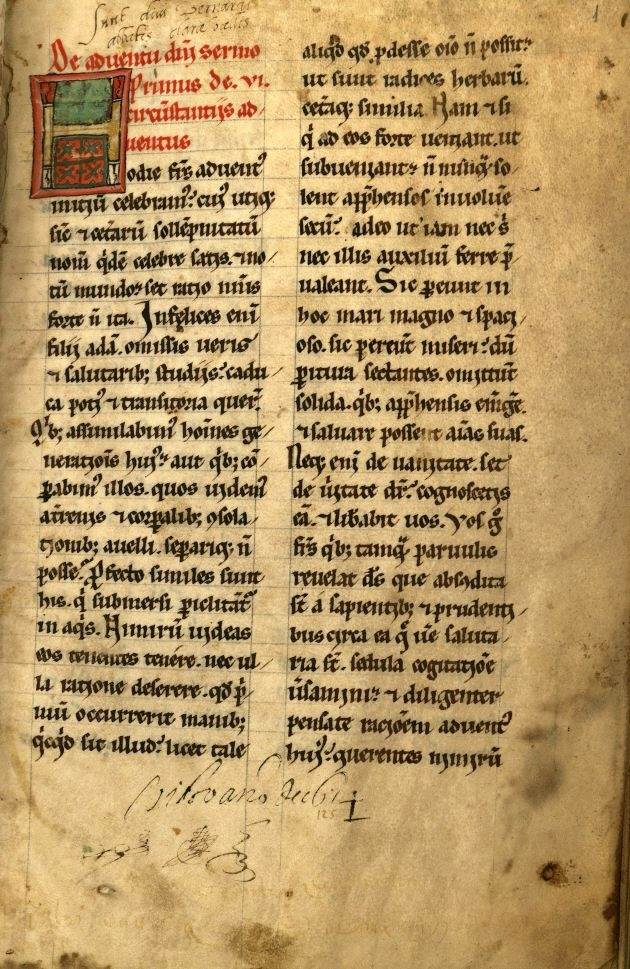
Un manuscrito español del de sermones de Bernardo de Claraval

Sus fuentes fueron fundamentalmente las Sagradas Escrituras y también las fuentes de la tradición cristiana. Ambas fueron siempre sus grandes argumentos.
Bernardo creía en «la revelación verbal» del texto bíblico. Esta creencia, considerada hoy errónea por la teología católica, la heredó de Orígenes, su maestro en Exégesis. Así, en cada palabra de la Biblia buscaba interpretaciones y sentidos desconocidos y ocultos. Cuando no comprendía unas frases o un sentido del texto, se humillaba y pedía a Dios que le iluminara, pues entendía que si Dios había puesto esa palabra o esa frase y no otra, lo hacía por una razón concreta. Esta fe en la revelación verbal le originó importantes periodos místicos que quedaron recogidos en sus escritos.
Su búsqueda de la interpretación del texto sagrado, sin limitarse al sentido pretendido por el escritor sagrado, para obtener de él la justificación de sus experiencias personales, profundiza en la reflexión y en la contemplación de la misma forma que la Iglesia primitiva y siguiendo la tradición mística de los padres griegos de la Escuela catequística de Alejandría.
Resulta esclarecedor lo que pensaban de él los dos principales artífices de la Reforma Protestante. Martín Lutero dijo que «Bernardo supera a todos los demás Doctores de la Iglesia» y Juan Calvino lo alabó: «El abad Bernardo habla el lenguaje de la misma verdad».
Los libros de la Biblia que más citó y por lo tanto con los que más se identificaba son: el libro de los Salmos 1519 veces; las cartas de Pablo 1388 veces; el Evangelio de Mateo 614 veces; el Evangelio de Juan 469 veces; el Evangelio según san Lucas 465 veces; el Libro de Isaías 358 veces y el Cantar de los Cantares 241 veces.
La segunda fuente para él era la Tradición. En su tiempo había dos escuelas teológicas contrarias: la escuela antigua o tradicional, de la que él era el principal exponente, y la escuela moderna, patrocinada por Abelardo, basada en especulaciones y en la crítica filosófica de las ideas. Bernardo consideraba estéril la filosofía, pues argumentaba que en nada sirve al hombre para alcanzar su fin último. Despreciaba a Platón y Aristóteles. En cierta ocasión dijo: «Mis maestros son los apóstoles, ellos no me han enseñado a leer a Platón ni a ejercitarme en las disquisiciones de Aristóteles». Sin embargo, tenía una concepción neoplatónica del alma humana, que consideraba estaba creada a imagen y semejanza de Dios y destinada a una unión perfecta con Él.
Los Padres de la Iglesia que más seguía, eran los que entonces se consideraban los maestros más autorizados de la Iglesia: se declaró fiel discípulo de san Ambrosio y de san Agustín, los llamó las dos columnas de la Iglesia y escribió que difícilmente se apartaría de su parecer (en el Tratado sobre el bautismo). En moral, su referencia era Gregorio Magno. Copió, sin citarlo, con frecuencia a Casiodoro en sus comentarios sobre los Salmos. Muchos bellos pensamientos que describió Bernardo, en realidad son de Casiodoro. Entre los Padres griegos, citó a menudo a Orígenes (le encantaba su exégesis alegórica) y a Atanasio. Tenía una gran devoción a Benito de Nursia y a su única obra, la Régula monasteriorum (la regla de los monjes). Esta obra era la maestra de su corazón y de su intelecto, y estaba convencido de que, como la Biblia, era un libro directamente inspirado por Dios.
Cuatro de sus obras tienen similitudes con otras de la literatura patrística:
1. Los sermones sobre el «Cantar de los cantares». En el Concilio de Sens, Berenguer de Escocia le recriminó haber copiado descaradamente a Orígenes, Ambrosio, Rexio de Autun y Beda el Venerable.
2. Los 17 sermones sobre el salmo 90 están copiados de la doctrina de san Agustín
3. Las 4 homilías de alabanzas de la Virgen María tienen plagios de Ambrosio y de san Agustín
4. Sobre la gracia y el libre albedrío es un resumen de la doctrina de san Agustín.[70]

## Escritos
Sus escritos no son numerosos, ocupan solo los tomos 182 y 183 de la Patrología latina de Migne (compilación de los escritos de los Padres de la Iglesia y de otros escritores eclesiásticos publicados entre 1844 y 1865). Esta cifra es pequeña comparada con otros Padres de la Iglesia. Sus numerosas actividades no le permitieron un trabajo extenso. Por lo general, son obras de ocasión, rápidas, solicitadas por terceros. Muestran al hombre de acción, al renovador del Císter, a un reformador de la sociedad laica y religiosa y defensor del papado, también reflejan la seguridad de la personalidad religiosa más influyente del siglo XII, como san Agustín en el siglo V o Santo Tomás en el siglo XIII.
Dejó una producción de unas 500 cartas, del orden de 350 sermones y varios tratados doctrinales.

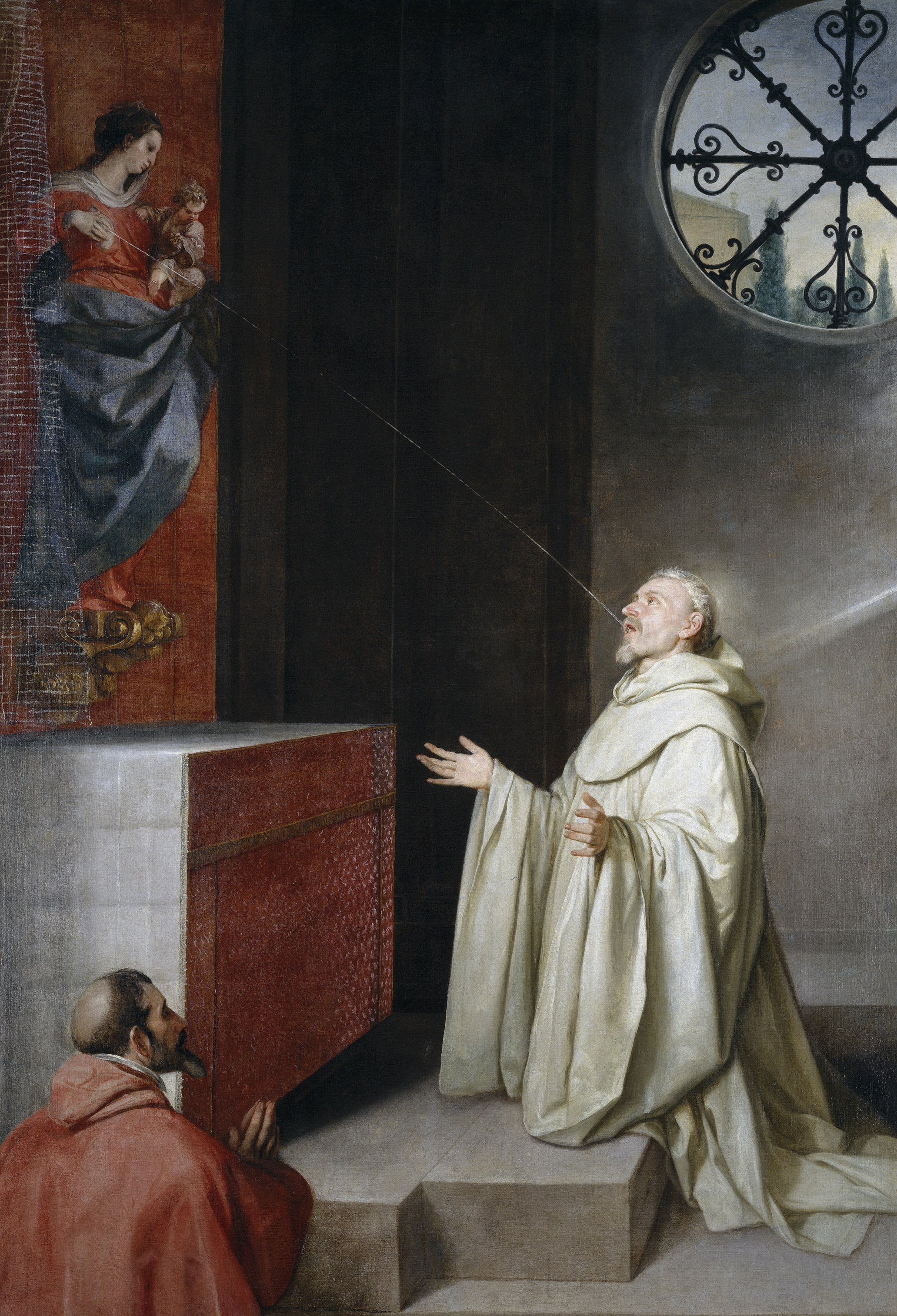
Alonso Cano, Premio lácteo a san Bernardo, Museo del Prado. El santo arrodillado recibe un chorro de leche de los pechos de una estatua de la Virgen.

 Sus escritos más conocidos son los sermones —el sermón en los monasterios de la Edad Media tenía mucha influencia en la formación religiosa e intelectual del monje —. Después los tratados, breves pero de enorme valor espiritual para la Iglesia católica, desarrollando una doctrina precisa y coherente.
Empleó un elegante latín y fue de los escritores más notables de su época, junto a Pedro Abelardo y Gilberto de la Porré.

## Iconografía de san Bernardo
No se sabe cómo era san Bernardo, no existen retratos reales. Sí hay multitud de representaciones figuradas, que corresponden habitualmente a cuadros de piedad y devoción.
En este artículo se presentan cinco ejemplos.
El cuadro, denominado Premio lácteo a san Bernardo, fue pintado por Alonso Cano entre 1646 y 1650 para los capuchinos de Toledo. Existe otro cuadro parecido, que no se representa aquí, pintado por Murillo y también en el Museo del Prado, donde se aparece la Virgen a san Bernardo para ofrecerle leche de sus pechos como premio por su defensa mariana.
La leyenda de la lactatio debió ser muy conocida en España, estando incluida en el Cancionero de Úbeda. Un motivo similar mencionó el rey Alfonso X el Sabio en sus Cantigas de Santa María (54 y 93), «narrando el prodigio de la resurrección de un monje cisterciense, que obró la Virgen dándole leche de su seno».
El cuadro de Francisco Ribalta, Cristo abrazado a san Bernardo, fue pintado entre 1625 y 1627 para la cartuja italiana de Portocoeli, para la cual trabajó Ribalta en sus últimos años.

## Divina Comedia
En la Divina Comedia, Bernardo de Claraval aparece situado en el Paraíso desde el Canto XXXI, sustituyendo a Beatriz. En virtud de su espíritu contemplativo y de su devoción a María, es Bernardo quien guía a Dante durante la última parte de su viaje: muestra al poeta la cándida rosa dei beati —la rosa paradisíaca sede de todos los bienaventurados, Canto XXXII— y lo invita a volver a María su mirada como el rostro que más se asemeja a Cristo.

## Veneración
Bernardo de Claraval es venerado en la Iglesia católica, la Iglesia anglicana y la Iglesia luterana (figura en el Calendario de Santos Luterano).

### Bibliografía

Bernardi Opera, 1719